# Das Geheimnis der weißen Hirsche
Das Geheimnis der weißen Hirsche ist eine siebenteilige tschechische Fernsehserie, die erstmals 1991 ausgestrahlt wurde. Regie führte Ludvík Ráža.
Die Geschichte handelt von einer Gruppe Kindern, angeführt von Leonie und Ulli. Der Vater von Leonie ist Förster in einem Wildpark mit einer seltenen Art weißer Hirsche. Einige geheimnisvolle Ereignisse, die die Hirsche gefährden, geschehen. Leonie und Ulli, der Sohn eines örtlichen Polizisten, suchen den Verantwortlichen. Die verdächtigen Leute sind ein junger Flüchtling, der ehemalige Förster des Wildparks, ein alter Wilderer, der Wirt im Hotel „Zum Hirsch“, ein Architekt einer Autobahn und einige andere.
Gedreht wurde in Třeboň (Wittingau) und im Tiergarten Žehušice bei Kutná Hora.

## Episoden
1. Festtagsvorbereitungen
2. Es brennt!
3. Auf Spurensuche
4. Die vergiftete Tränke
5. Ausflug nach Prag
6. Aktion Aufforstung
7. Das große Fest